# Камазоц
Камазоц — в міфології мая бог-кажан, втілення нічного жаху, смерті. Він вимагав людських жертв. Мовою кіче слово «камазоц» означає «смерть-кажан».

## Образ
Камазоца зображували у вигляді кажана (який у Месоамериці асоціюється з ніччю, смертю та жертвою) із жертовним ножем в одній руці та його жертвою з іншого боку.

## Міфологія
Згідно з «Пополь-Вух» (священною книгою маянського народу кіче), з камазоцем зустрілися брати-близнюки Хунахпу та Кбаланке під час випробувань у підземному світі Шибальба. Вони змушені були переночувати у Будинку кажанів. Щоб врятуватись від Камазоца брати сховались всередині своїх духових трубок. Вранці Хунахпу висунув голову з трубки, щоб глянути чи зійшло Сонце. В цей час Камазоц відірвав його голову та відніс богам, які використали голову для гри у м'яч.

## Історія
Близько 100 року до н. е. сапотеки поклонялися антропоморфному монстру з тілом людини і головою кажана. Згодом його культ поширився серед кіче. Живим втілення камазоца, ймовірно, був кажана Desmodus draculae.